# Romeos
Pour plus de détails, voir Fiche technique et Distribution.
Romeos est un film allemand réalisé par Sabine Bernardi en 2011.

## Synopsis
Le jeune Lukas, âgé de vingt ans, est né assigné fille. Il est en cours de transition avec le traitement hormonal lorsqu'il commence son service civil à Cologne. Comme ses papiers ne sont pas encore modifiés, il est logé dans le quartier des "filles" où habite aussi sa meilleure amie, Ine, qui a déjà fréquenté le milieu gay-lesbien de Cologne.
Dès le premier soir, elle emmène Lukas avec elle à une soirée. Lorsqu'il va aux toilettes et sort de son pantalon sa prothèse, quelqu'un qui se tient derrière le rideau de douche de la baignoire, s'en empare. Avant que Lukas puisse le récupérer, il doit précipitamment sortir de la salle de bain. L'objet provoque l'hilarité générale des participants de la soirée. Ine tente de mettre fin à cette scène mais Lukas se met lui-même à se moquer par crainte de ne pas être accepté des autres participants. A cause de cela, Ine est mécontente de Lukas. Lukas sort prendre l'air et tombe par hasard sur Fabio, un jeune homosexuel, qui avait jeté un œil auparavant sur Lukas.
Le lendemain soir, Lukas et Ine jouent au billard avec les jeunes du quartier des garçons. Fabio aussi fait son apparition dans le Bar. Les deux jeunes gens ne se quittent pas du regard pendant toute la soirée. Finalement, ils atterrissent, tous deux dans un club gay, mais lorsque Fabio veut se rapprocher physiquement de Lukas, ce dernier prend la fuite. Le lendemain, au lac, Lukas et Ine se disputent et Fabio pousse Lukas par jeu dans le lac. Dans l'eau, Fabio essaie à nouveau de se rapprocher de Lukas, mais Lukas le repousse. Fabio conduit à toute vitesse pour rentrer. Lukas entre dans le foyer où sa famille l'attend pour une visite-surprise pour son anniversaire. Fabio le suit pour récupérer sa veste que Lukas porte encore sur lui. Fabio joue avec la sœur de Lukas, mais Lukas veut vite le faire partir. Cela met en colère la petite sœur et elle se met à crier que Lukas est en réalité une fille. Alors, Lukas frappe sa sœur et casse tout dans sa chambre. Le soir, Ine console Lukas...

## Fiche technique
- Titre : Romeos
- Réalisation : Sabine Bernardi
- Scénario : Sabine Bernardi
- Durée : 94 minutes
- Sortie : 2011
- Pays : Allemagne
- Langue : allemand
- Photo : Moritz Schultheiß

## Distribution
- Rick Okon : Lukas
- Maximilian Befort : Fabio
- Liv Lisa Fries : Ine
- Felix Brocke : Sven
- Silke Geertz : Annette
- Gilles Tschudi : Herr  Boeken
- Sigrid Burkholder : la mère de Lukas
- Johannes Schwab : le père de Lukas
- Tessa Lukat : Leila
- Julia Schäfle : Blondie
- Ben Gageik : Svens Freund
- Ralf Rotterdam : Cassy Carrington